# Stéphane Demol
Stéphane Auguste Demol, mais conhecido como Stéphane Demol (Watermael-Boitsfort, arredores de Bruxelas,Bélgica;11 de março de 1966 – 22 de junho de 2023) foi um futebolista e treinador de futebol belga. Atuou em duas edições de Copa do Mundo.

## Biografia
Demol jogou no Anderlecht de 1984 a 1988, com o qual conquistou três campeonatos nacionais (1985, 1986 e 1987) e uma Copa da Bélgica (1988). Atuou também por Bologna, Porto, onde foi campeão da Primeira Liga em 1990, Toulouse, Standard de Liège, com o qual ganhou novamente a Copa da Bélgica em 1993, Cercle Brugge e Halle.
Pelo Halle, Demol passou a exercer dupla função (era jogador e treinador ao mesmo tempo), até deixar de vez a carreira de jogador, em 2000.
Após deixar os gramados como atleta, Demol comandou Turnhout, Geel, Mechelen, Denderleeuw, Egaleo e Ethnikos Achna. Foi também assistente da Seleção Belga e do Standard. comandou também o Charleroi, mas a falta de resultados o levaram à demissão. em seguida comandou o Aris Limassol, PAS Giannina, retornou ao país de origem pra comandar o FC Brussels. comandou o BEC Tero Sasana, da Tailândia e anteriormente, o Al-Faisaly.
Morreu em 22 de junho de 2023, aos 57 anos, devido a um ataque cardíaco.

## Títulos
Anderlecht
- Primeira Divisão A: 1984–85, 1985–86, 1986–87
- Belgian Cup: 1987–88
- Belgian Supercup: 1985, 1987

Porto
- Primeira Liga: 1989–90

Standard de Liège
- Copa da Bélgica: 1992–93

Bélgica
- Copa do Mundo FIFA quarto lugar: 1986

### Prêmios individuais
- Kicker FIFA World Cup All-Star Team: 1986[8]
- Melhor jogador estrangeiro da Primeira Liga: 1989-90
- World Soccer World XI: 1990[9]